# Barnesville (Ohio)
Barnesville es una villa ubicada en el condado de Belmont en el estado estadounidense de Ohio. En el Censo de 2010 tenía una población de 4193 habitantes y una densidad poblacional de 828,1 personas por km².

## Geografía
Barnesville se encuentra ubicada en las coordenadas 39°59′20″N 81°10′21″O / 39.98889, -81.17250. Según la Oficina del Censo de los Estados Unidos, Barnesville tiene una superficie total de 5.06 km², de la cual 5.03 km² corresponden a tierra firme y (0.61%) 0.03 km² es agua.

## Demografía
Según el censo de 2010, había 4193 personas residiendo en Barnesville. La densidad de población era de 828,1 hab./km². De los 4193 habitantes, Barnesville estaba compuesto por el 96.99% blancos, el 0.91% eran afroamericanos, el 0.14% eran amerindios, el 0.31% eran asiáticos, el 0% eran isleños del Pacífico, el 0.02% eran de otras razas y el 1.62% pertenecían a dos o más razas. Del total de la población el 0.62% eran hispanos o latinos de cualquier raza.